# Ernest Palmer (Kameramann, 1901)
Harry Ernest Palmer (* zwischen Januar und März 1901 in London-St. Pancras, Vereinigtes Königreich; † 12. März 1964 in Ealing, London) war ein britischer Kameramann.

## Leben und Wirken
Harry Ernest Palmer erhielt seine Berufsausbildung in den 1920er Jahren und begann seine Karriere als Chefkameramann mit Beginn des darauf folgenden Jahrzehnts, nahezu zeitgleich mit dem Anbruch der Tonfilm-Ära in England. Palmers erster Arbeitgeber war British International Pictures. Palmer durfte die kommenden drei Jahrzehnte nahezu ausschließlich nur B-Filme fotografieren, mit Thorold Dickinsons Propagandafilm The Next of Kin gestaltete er inmitten des Zweiten Weltkriegs seine bekannteste Produktion. Mitte der 1940er Jahre stand er auch bei zwei Spätwerken mit Richard Tauber (Hochzeitswalzer, The Lisbon Story) hinter der Kamera. Bei höherwertigen Filmen wie Die Sterne blicken herab (Chefkamera: Mutz Greenbaum) und Verliebt in eine Königin (Chefkamera: Arthur Grant) wurde er entweder im Vorspann nicht genannt oder musste sich mit der Second-Unit-Kamera begnügen.

## Filmografie
- 1930: Children of Chance
- 1931: Children of Fortune
- 1932: The Innocents of Chicago
- 1932: After Office Hours
- 1932: Verdict of the Sea
- 1933: The Ghost Camera
- 1933: The Umbrella
- 1934: Flood Tide
- 1934: The River Wolves
- 1934: Music Hall
- 1934: The Black Abbot
- 1935: The Ace of Spades
- 1935: While Parents Sleep
- 1935: Death on the Set
- 1936: Birds of a Feather
- 1936: Grand Finale
- 1936: The Man Behind the Mask
- 1937: The Edge of the World
- 1937: Rhythm Racketeer
- 1937: The Last Chance
- 1938: Murder Tomorrow
- 1938: Bedtime Story
- 1938: What a Man!
- 1939: Die Sterne blicken herab (The Stars Look Down) (ungenannt)
- 1940: The Spider
- 1940: Die Kammer des Schreckens (The Door with Seven Locks)
- 1941: He Found a Star
- 1941: The Goose Steps Out
- 1942: Die nächsten Angehörigen (The Next of Kin)
- 1943: San Demetrio (San Demetrio London)
- 1944: For Those in Peril
- 1945: 29 Acacia Avenue
- 1945: Hochzeitswalzer (Waltz Time)
- 1946: The Lisbon Story
- 1946: Meet the Navy
- 1947: The Ghosts of Berkeley Square
- 1947: Green Fingers
- 1948: Bigamie…? (Uneasy Terms)
- 1948: Three Weird Sisters
- 1949: School for Randle
- 1950: Over the Garden Wall
- 1950: Let’s Have a Murder
- 1951: The Changing Face of Europe
- 1952: Love’s a Luxury
- 1953: It’s a Grand Life
- 1956: Der Mann aus Zelle 14 (Assignment Redhead)
- 1957: The Heart Within
- 1957: Robin Hood – Die größten Abenteuer (Robin Hood) (Fernsehserie)
- 1957: Zoo Baby
- 1958: Der Frauenfresser (The Woman Eater)
- 1959: The Crowning Touch
- 1963: London Theme (Kurzdokumentarfilm)